# Malattia di Alexander

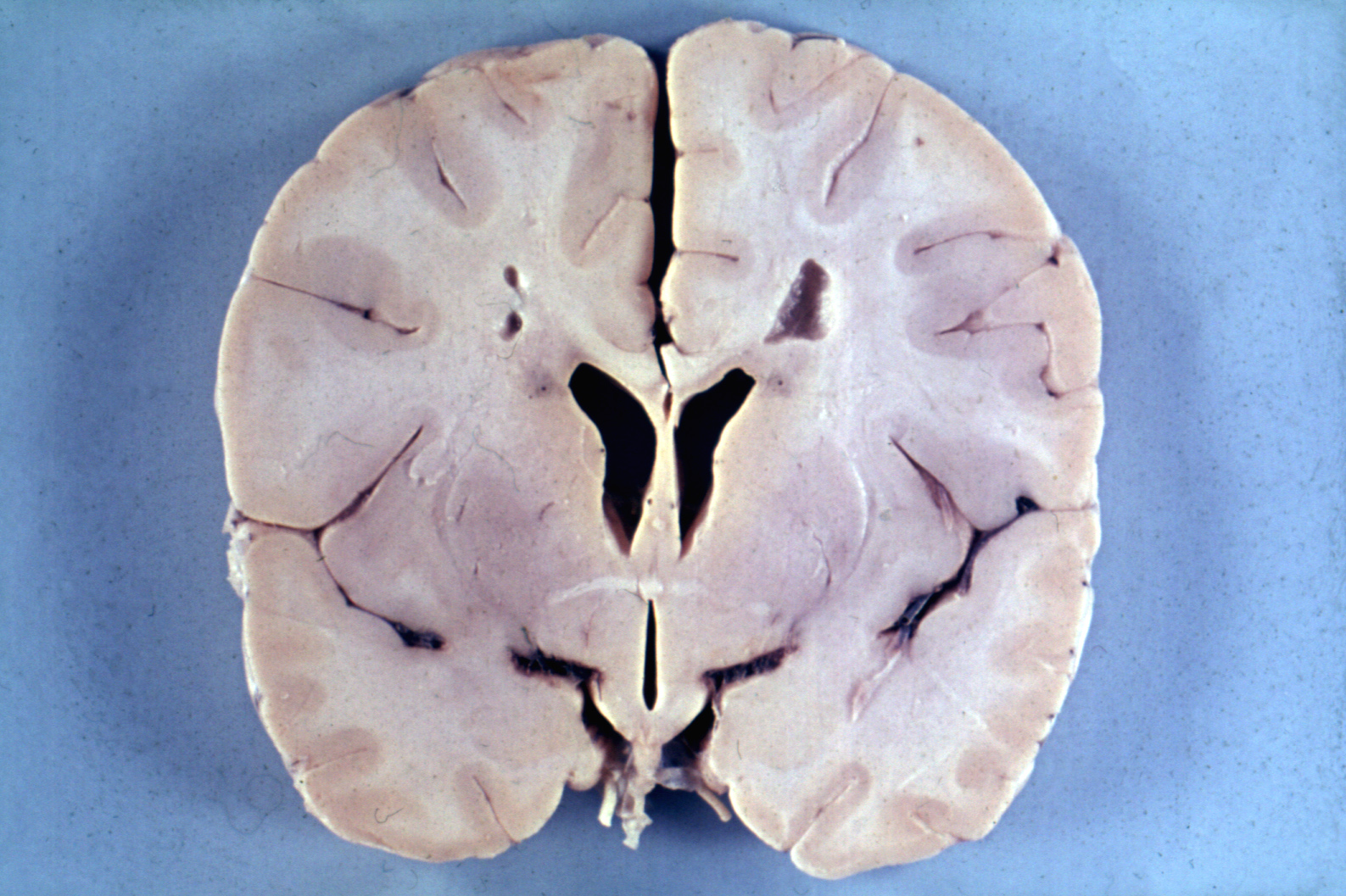

La malattia di Alexander fa parte del gruppo delle sindromi neurologiche conosciute come leucodistrofie; consistono in un'alterazione della mielina, la guaina protettrice dei nervi, all'interno della materia bianca cerebrale. La distruzione della materia bianca è accompagnata dalla formazione delle fibre di Rosenthal (gruppi di proteine anormali che si accumulano in cellule denominate astrociti).
Le scoperte recenti indicano che la maggior parte degli individui (circa il 90 per cento) affetti della malattia di Alexander hanno una mutazione nel gene che forma la proteina silicea fibrillare (GFAP), la cui presenza è stata rilevata all'interno delle fibre di Rosenthal; tuttavia è ancora poco chiaro come la mutazione causi la malattia. La malattia di Alexander ha un decorso progressivo e solitamente fatale.

## Sintomi
I sintomi variano fra le tre forme della malattia (infantile, giovanile ed a insorgenza da adulto).
- La malattia di Alexander ad insorgenza infantile è progressiva e conduce al ritardo mentale severo ed alla quadriparesi spastica (paralisi che coinvolge tutti gli arti), può insorgere tra 0 e 2 anni d'età e presenta i seguenti sintomi: ritardo psicomotorio progressivo, iperiflessia con segni di deficit piramidale, atassia e possibile idrocefalia secondaria.
L'alimentazione diventa spesso un problema e nella maggioranza dei casi è assistita tramite sondino nasogastrico.
I bambini con idrocefalia causata dalla malattia di Alexander hanno solitamente la pressione intracranica eccessivamente aumentata ed hanno una progressione più veloce della malattia.
- La forma giovanile della malattia di Alexander si presenta solitamente fra i quattro e dieci anni d'età, occasionalmente nell'adolescenza e presenta i seguenti sintomi: difficoltà di coordinamento (atassia), graduale perdita delle funzioni cognitive, paralisi spastica degli arti inferiori e vomito frequente.
- La malattia di Alexander ad insorgenza da adulto è la più rara delle tipologie e generalmente la più delicata, presenta gli stessi sintomi della forma giovanile, molto spesso viene scambiata per sclerosi a placche o per un tumore.

## Terapia
Il trattamento per la malattia di Alexander è sintomatico non esistono terapie specifiche; il trapianto di midollo osseo provato su un bambino non ha prodotto alcun miglioramento. L'idrocefalia può essere trattata tramite intervento chirurgico.